# Głaznów
Głaznów [pronunciación en polaco: /ˈɡwaznuf/] es un pueblo ubicado en el distrito administrativo de Gmina Krośniewice, dentro del Distrito de Kutno, Voivodato de Łódź, en Polonia central. Se encuentra aproximadamente a 3 kilómetros al oeste de Krośniewice, a 17 kilómetros al oeste de Kutno, y a 57 kilómetros al noroeste de la capital regional Łódź.
El pueblo tiene una población de 140 habitantes.